# Microsoft Expression Studio
Microsoft Expression Studio (MES) – komplet narzędzi do projektowania i tworzenia stron internetowych oraz zawierających multimedia aplikacji okienkowych.

## Przegląd
Microsoft przedstawił Expression Studio 16 września 2005 roku na organizowanej przez siebie konferencji o nazwie Professional Developers Conference w Los Angeles. Proces produkcji rozpoczął się zaś 30 kwietnia 2007 roku.
Microsoft Expression Studio 2 opublikowano 1 maja 2008 roku. Wprowadzona wersja zawierała nowy interfejs graficzny – zupełnie odmienny w stosunku do poprzedniej monochromatycznej wersji (tym samym wszystkie programy pakietu MES zaktualizowano do wersji drugiej). Dodatkowo w skład pakietu weszło również Visual Studio w edycji standardowej.
Microsoft Expression Studio 3 zostało wydane 22 lipca 2009 roku (tym samym wszystkie programy pakietu MES zaktualizowano do wersji trzeciej). Wydanie to przyniosło wiele innowacji wraz z wprowadzeniem chociażby Silverlight 3. Expression Media przestało być częścią pakietu MES, podczas gdy reszta programów została poprawiona i znacząco rozwinięta.
7 czerwca 2010 roku wydano wersję 4 Microsoft Expression Studio. Stanowi ona darmową aktualizację dla licencjonowanych użytkowników Microsoft Expression Studio 3.

## Pakiet Microsoft Expression Studio
W skład pakietu MES wchodzą:
- Microsoft Expression Web + SuperPreview – narzędzie projektowe, służące do tworzenia nowoczesnych, zgodnych ze standardami witryn internetowych
- Microsoft Expression Blend + SketchFlow – narzędzie projektowe, pozwalające na tworzenie interfejsów użytkownika i aplikacji dla Windows z wykorzystaniem platformy .NET Framework
- Microsoft Expression Design – narzędzie do tworzenia ilustracji i grafiki
- Microsoft Expression Encoder – cyfrowy koder przeznaczony do tworzenia plików VC-1 oraz H.264/MPEG-4 AVC

Dawniej dołączono również:
- Microsoft Expression Media – narzędzie Digital Asset Management (DAM) przeznaczone dla Microsoft Windows oraz Mac OS X

## Minimalne wymaganie sprzętowe
- Procesor – 1 GHz
- Pamięć operacyjna – 512 MB
- Wolne miejsce na dysku – 50 MB
- Rozdzielczość monitora – 1024 × 768, 24-bity
- Karta graficzna – Kompatybilna z DirectX 9.0

## Cztery narzędzia Microsoft Expression Studio

### Microsoft Expression Blend
Microsoft Expression Blend (MEB) stanowi środowisko umożliwiające tworzenie oraz modyfikację interfejsu tworzonej aplikacji. Wykorzystuje ono możliwości grafiki wektorowej, umożliwia prezentację oraz obróbkę obiektów tekstowych, obrazkowych, obiektów video oraz audio. Poza użyciem i reedycją obiektów już istniejących MEB umożliwia tworzenie własnych obiektów 2D, 3D i wykorzystanie ich przy tworzeniu unikatowych animacji.
Jedynymi wymogami aplikacji są: posiadanie zainstalowanego systemu Windows XP (lub nowszego) z Service Pack 2.0 oraz platformą .NET Framework 3.0.

### Microsoft Expression Media Encoder
Microsoft Expression Media Encoder jest aplikacją umożliwiającą kodowanie i publikowania różnego rodzaju multimediów. Co do zalet omawianego środowiska to jesteśmy w stanie wymienić m.in. przejrzysty interfejs, obsługę wielu popularnych formatów plików, możliwość publikowania wprost z aplikacji oraz współpracę z technologią Silverlight.
Aplikacja Expression Media Encoder jest skierowana zarówno do początkujących, jak i zaawansowanych użytkowników. W połączeniu z technologią Silverlight jest narzędziem uzupełniającym pakiet Microsoft Expression Studio.

### Microsoft Expression Web
Microsoft Expression Web jest programem służącym do tworzenia stron internetowych. Wiele elementów ideowo jest zaczerpniętych z narzędzi takich jak Microsoft Office SharePoint Designer 2007 czy Microsoft Office 2007. Środowisko standardowo tworzy zestaw okien, z których centralne reprezentuje tworzona aplikacja. Podgląd i jej edycja jest możliwa w trzech trybach: pierwszy na zasadzie WYSIWYG, drugi to podgląd HTML, a trzeci to sekwencja mieszana. Program jest przeznaczony dla początkujących amatorów, którzy natkną się na przyjazny dla siebie interfejs, jak i dla zaawansowanych webmasterów umożliwiając im korzystanie z różnorodnych narzędzi.

#### SuperPreview
Aplikacja pozwala pracować bezpośrednio z przeglądarką internetową. Zawiera w sobie silnik Internet Explorer w wersji od 6 do 9 dopuszczający pracę z różnymi wersjami przeglądarki IE lub Firefoxem. SuperPreview umożliwia wizualizację tworzonej aplikacji w postaci graficznej, a także za pomocą drzewa DOM elementów zawartych na stronie internetowej wraz z ich atrybutami takimi jak położenie, wymiary lub ID. Dzięki programowi można porównać efekt wizualny tworzonej strony internetowej między różnymi przeglądarkami.

### Microsoft Expression Design
Microsoft Expression Design jest to narzędzie do tworzenia grafiki komputerowej. Dzięki niemu można wykonać efektowne obrazy 2D oraz 3D wykorzystując przy tym grafikę rastrową, wektorową, które wraz z wykorzystaniem platformy .NET pozwalają osiągnąć pożądane efekty. W ramach aplikacji dostępnych jest wiele narzędzi, takich jak kształty (elipsy, linie, wielokąty), narzędzia do transformacji warstw, narzędzia do wycinania, narzędzia tekstowe oraz wiele innych. Dodatkowo program umożliwia korzystanie z zaawansowanych funkcji. Przykładowo są to: rozmycie Gaussowskie, smużenie, mozaika, znak wodny lub poświata.

## Ograniczenia
Expression Web, aż do wersji drugiej było jedyną aplikacją Expression Studio opartą na zasadach Microsoft Office. Wraz z wejściem wersji trzeciej Expression Web zostało przepisane z użyciem Windows Presentation Fundation, zgodnie z resztą aplikacji Expresion Suite. Powstał tym samym nowo zarządzany kod programu. Ostatecznie aplikacja została dodana do Expression Studio, równoprawnie z resztą aplikacji wchodzących w skład pakietu. Jako rezultat kompletnej refaktoryzacji Expression Web dodano kilka nowych właściwości takich jak: elastycznie dostosowywany do potrzeb toolbar oraz menu, diagram standardowych kolorów systemu Windows, walidator pisowni, przerzucanie obiektów pomiędzy stronami na zasadzie drag-and-drop oraz funkcja eksportowania plików z menu. Porównywanie stron na zasadzie datowania czasem zostało usunięte w tej wersji. Wersja 3 wprowadziła narzędzie Expression Web SuperPreview do porównywania i renderowania stron webowych w różnych przeglądarkach. Dodatkowo można było dostrzec brak wsparcia dla relatywnej komunikacji z Web Serwisem za pomocą linków (dla jasności linki takie zaczynały się od „\” np. „\serwis.wsdl”). Funkcjonalność ta została dodana do Expression Studio Service Pack 1.
Wersja Expression Encoder Pro 4, dostępna jako część Expression Studio w programach takich jak DreamSpark, BizSpark, WebsiteSpark nie wspierała standardów oraz kodowania formatu MP4 (H.264 video oraz AAC audio), TS, M2TS, AVCHD, MPEG-2, oraz AC-3 (chociaż po instalacji sterowników DirectShow w wersji 3 reedycja do danych standardów była możliwa za darmo). W wersji Pro Expression Encoder dane braki zostały uzupełnione.
W ramach wydania Expression Studio 4 wydano trzy pakiety programowe:
- Expression Studio 4 Web Professional (zawiera Expression Encoder, Design oraz Web)
- Expression Studio 4 Premium (dodaje pakiet Blend do kompletu)
- Expression Studio 4 Ultimate (dodaje SketchFlow)